# 13 Vendémiaire

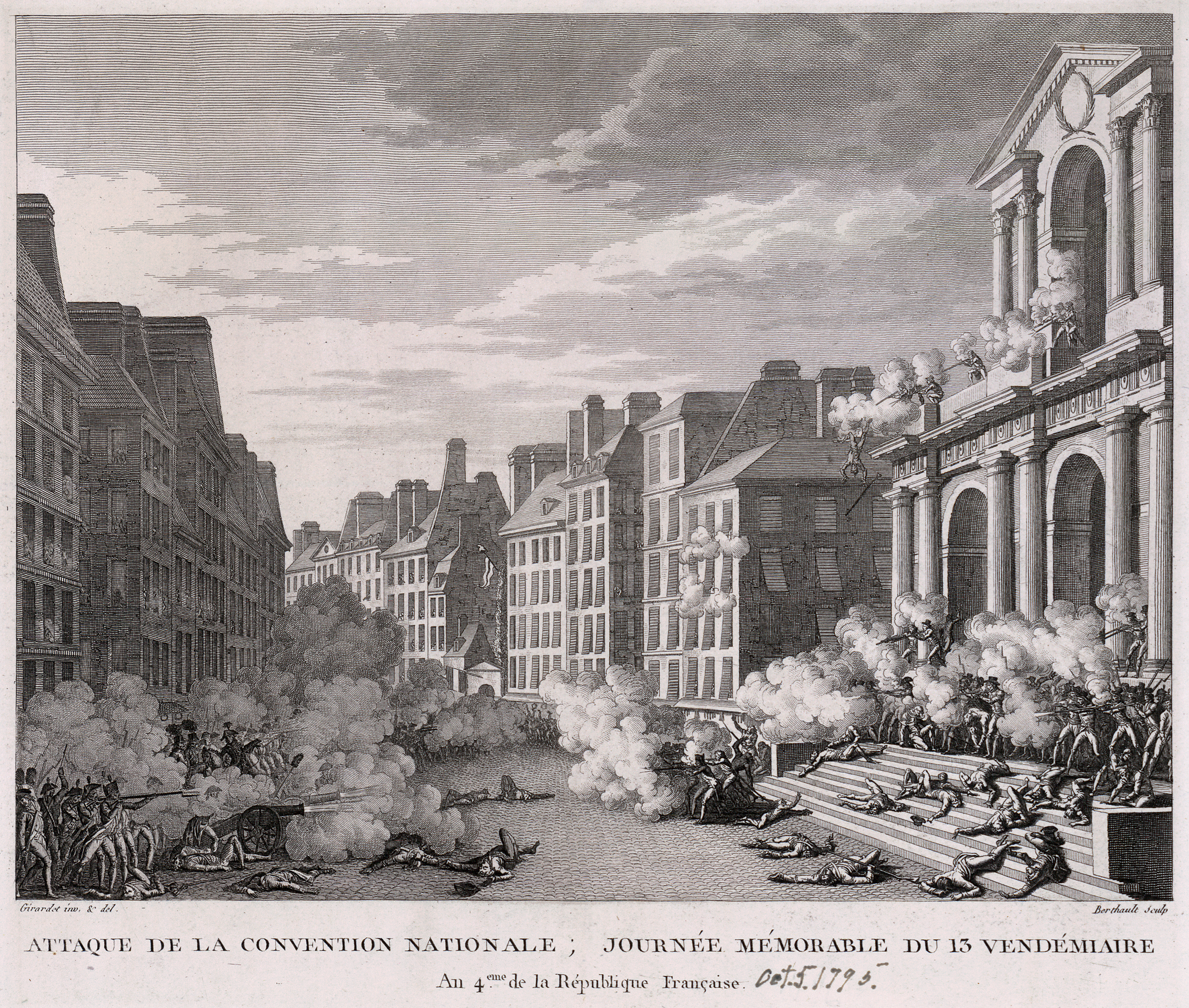
Walki na schodach kościoła Św. Rocha w czasie powstania rojalistów

13 vendemiaire’a roku IV – nieudana próba zamachu stanu dokonana przez rojalistów paryskich przeciwko Konwentowi Narodowemu w Paryżu 5 października 1795.

## Przyczyny
Przegłosowanie tzw. dekretu o dwóch trzecich, który zapewniał, że po nowych wyborach do Konwentu pozostanie w nim 2/3 starego składu rozwiewało nadzieje rojalistów na przywrócenie monarchii drogą parlamentarnego dekretu, jako że większość deputowanych była przeciwna takiemu rozwiązaniu. Po nieudanym lądowaniu rojalistów na Quiberon i rozwianiu się nadziei na organizację ludowego powstania na prowincji, postanowiono podjąć próbę powstania w samym Paryżu. Rojaliści mogli liczyć na poparcie kilku sekcji paryskich (jednostka administracyjna w okresie rewolucji) i zdecydowali się na akcję zbrojną przed nowymi wyborami, tj. przed 20 vendemiaire'a.

## Przygotowania
10 vendemiaire’a (2 października) sekcja Lepeletier zaapelowała do powstania zbrojnego. Na jej apel odpowiedziały następnego dnia wieczorem sekcje Butte des Moulins, Contrat-Social, Théâtre-Français, Brutus, Temple i Poissonnière. Dzień później do Konwentu Narodowego doszły informacje o planowanym powstaniu, co skłoniło go do zgrupowania dodatkowych sił i podjęcia próby odebrania broni zbuntowanym sekcjom. Na czele wojsk stanął Paul Barras, dostając do pomocy Napoleona Bonapartego i Guillaume Brune’a. Rzeczywistym dowódcą operacji został jednak młody Bonaparte. To on zdecydował użyć artylerii przy tłumieniu przewidywanych zamieszek i polecił Joachimowi Muratowi ich rozmieszczenie na wszystkich ulicach wiodących do gmachu Konwentu rezydującego w Tuileries.

## Przebieg walk i konsekwencje
Na czele rojalistów stanął generał Louis Michel Auguste Thévenet, mając do dyspozycji około 25 tys. ludzi. Ruszyli oni na Tuileries ulicą Saint-Honoré, zastali Konwent otoczony kordonem. Doszło do nieudanej próby bratania się z żołnierzami broniącymi parlamentu. Paul Barras wydał rozkaz otwarcia ognia, jednak nad dalszym przebiegiem walk czuwał już Bonaparte, który też nakazał strzelać do powstańców z kartaczy. Walki toczyły się głównie na ulicy Saint-Honoré, strzelanina trwała około 45 minut. Ostatnim punktem oporu był kościół Św. Rocha. Na jego schodach padło blisko 300 zabitych. 
Ocaleli stanęli przed sądem wojskowym, który skazał na śmierć 64 osoby, jednak tylko dwa wyroki zostały wykonane. Straceni zostali przywódcy sekcji Lepeletier i Théâtre-Français – Lafond oraz Lebois. 
Wydarzenia te stały się zaczątkiem ogólnokrajowej sławy Napoleona Bonapartego, który zyskał przydomek „Generała Vendemiaire’a”.